# Informationskrieg
Der Begriff Informationskrieg, kurz Infokrieg (englisch infowar oder information warfare) beschreibt moderne Konflikte, bei denen Informationen als primäres Mittel zur Erreichung strategischer Ziele eingesetzt werden. Im Kontext aktueller geopolitischer Spannungen hat sich der Informationskrieg als ein zentrales Element entwickelt, das weit über traditionelle militärische Auseinandersetzungen hinausgeht. Dazu werden Medien gezielt mit manipulierten Informationen, Fake News, Desinformation und Propaganda gefüttert, um so die öffentliche Meinung zu beeinflussen, die Entscheidungsfindung zu stören und die Gegner zu destabilisieren. Informationskrieg ist heute ein komplexes und vielseitiges Phänomen, das eine breite Palette von Aktivitäten umfasst, von Cyberangriffen bis hin zu psychologischen Operationen, und eine erhebliche Herausforderung für Staaten, Gesellschaften und Individuen darstellt.

## Geschichte
Der Begriff lässt sich in die frühe Phase der Computerrevolution in den 1970er Jahren zurückverfolgen. Er wurde erstmals im Jahr 1970 von dem US-Journalisten Dale Minor in seinem Buch The Information War verwendet, in dem er die Möglichkeit beschreibt, die neuen Informationstechnologien als Waffe einzusetzen, lange bevor das Internet den Alltag erreichte. Von dem wissenschaftlichen Berater des Weißen Hauses Thomas P. Rona wurde der Begriff in einer für die Firma Boeing im Jahr 1976 erstellten Monographie unter dem Titel Weapon Systems and Information War in einen militärisch-technischen Zusammenhang gebracht.
Während des Zweiten Weltkriegs wurden sowohl von den Alliierten als auch dem Deutschen Reich Geheimsender eingesetzt, bei denen vielfältige Informationen über den jeweiligen Gegner ausgewertet wurden, um systematische Propaganda zu verbreiten und die gegnerischen Truppen und die jeweiligen Bevölkerungen im Sinn einer psychologischen Kriegsführung in ihren Entscheidungen zu beeinflussen und zu verunsichern. Das Radio war das wichtigste Massenmedium der 1920er bis 1940er Jahre; von heimlichen Standorten aus und mit Hilfe falscher Identitäten wurde damit von beiden Seiten ein um scheinbare Authentizität bemühter, als  Krieg im Äther oder auch black propaganda bezeichneter Informationskrieg geführt.

## Hybride Bedrohungen
Der Informationskrieg ist eine Form des Cyberkrieges, in dem es um die gesteuerte Ausnutzung manipulierter Informationen und um deren Verbreitung zum eigenen Vorteil geht. Mit einer Kommunikationsstrategie, die Desinformation mit Halbwahrheiten und Verschwörungserzählungen vereint, soll die öffentliche Meinung beeinflusst werden. Mit populistischer Verzerrung der Realität und Diffamierung soll das Vertrauen in die freiheitlichen Demokratien zersetzt werden. Den Akteuren geht es darum, Hass, Gewalt, Ausgrenzung und Grausamkeit, also für den gesellschaftlichen Zusammenhalt negative Stimmungen in den alltäglichen Diskurs zu bringen. Dabei werden in den sozialen Medien gezielt sogenannte Social Bots und Künstliche Intelligenz eingesetzt. Mit Hilfe ausgefeilter PR-Kampagnen werden Medien und Öffentlichkeit möglichst umfangreich und weitreichend infiltriert. Illiberale Regimes, aber auch politische Demagogen brauchen abweichende Meinungen nicht mittels Zensur zum Schweigen zu bringen, wenn es ihnen gelingt, mit Propaganda und Desinformation die Öffentlichkeit zu stören und zu verwirren. Die Regierung Russlands spielt in diesem Zusammenhang schon lange eine herausragende Rolle als international agierender, destruktiver Störenfried. Russische Staatsmedien treffen bei rechts- sowie linksaußen stehenden Anhängern von Verschwörungsmythen auf eine bereitwillige Zuhörerschaft. Die russische Propaganda hat zum Ziel, die gesellschaftliche Spaltung hinsichtlich Migration, Klimawandel, Genderthemen und Gesundheitspolitik (COVID-19) zu verstärken und unbegründete Zweifel an demokratischen Institutionen zu streuen.
Ferner werden Methoden der elektronischen Kampfführung, die dazu dienen, „feindliche“ Kommunikations- und Führungseinrichtungen auszuschalten und zu sabotieren, als Infowar bezeichnet. Dazu gehören z. B. Angriffe auf Computernetzwerke, Softwaremanipulation, Manipulation wirtschaftlicher Daten sowie Cyber-Spionage. Auch die Zerstörung von Anlagen für Fernseh- und Radiosendungen, die Nutzung fremder Fernseh- und Radiostationen für die Ausstrahlung eigener Informationen oder die Zerstörung der Kommunikationslogistik sind Ziele des Informationskriegs. Dabei wird immer Informationsüberlegenheit und Informationsdominanz angestrebt.